# Barnaba Cigala Casero
Barnaba Cigala Casero (fl. XVI-XVII secolo) è stato un poeta e politico italiano.

## Biografia
Figlio di Francesco Cigala Casero, Barnaba nacque nella prima metà del XVI secolo ed apparteneva al ramo della famiglia di piccola nobiltà Casero ascritta all'albergo dei Nobili Cicala o Cigala. Egli per la sua stirpe rivendicava la discendenza dall'imperatore Ottone III, affermando che il cognome Casero sarebbe derivato dal termine tedesco kaiser. Suo fratello era Gerolamo, ufficiale di cavalleria del re di Spagna.
Nel 1593 fu coinvolto in una diatriba con le autorità ecclesiastiche genovese che lo accusavano di concubinaggio, tanto da aggredire alcuni "ministri" inviatigli dall'arcivescovo Alessandro Centurione, venendo perciò scomunicato. Però grazie all'intervento delle autorità della Repubblica di Genova, Barnaba evitò conseguenze peggiori per la sua persona.

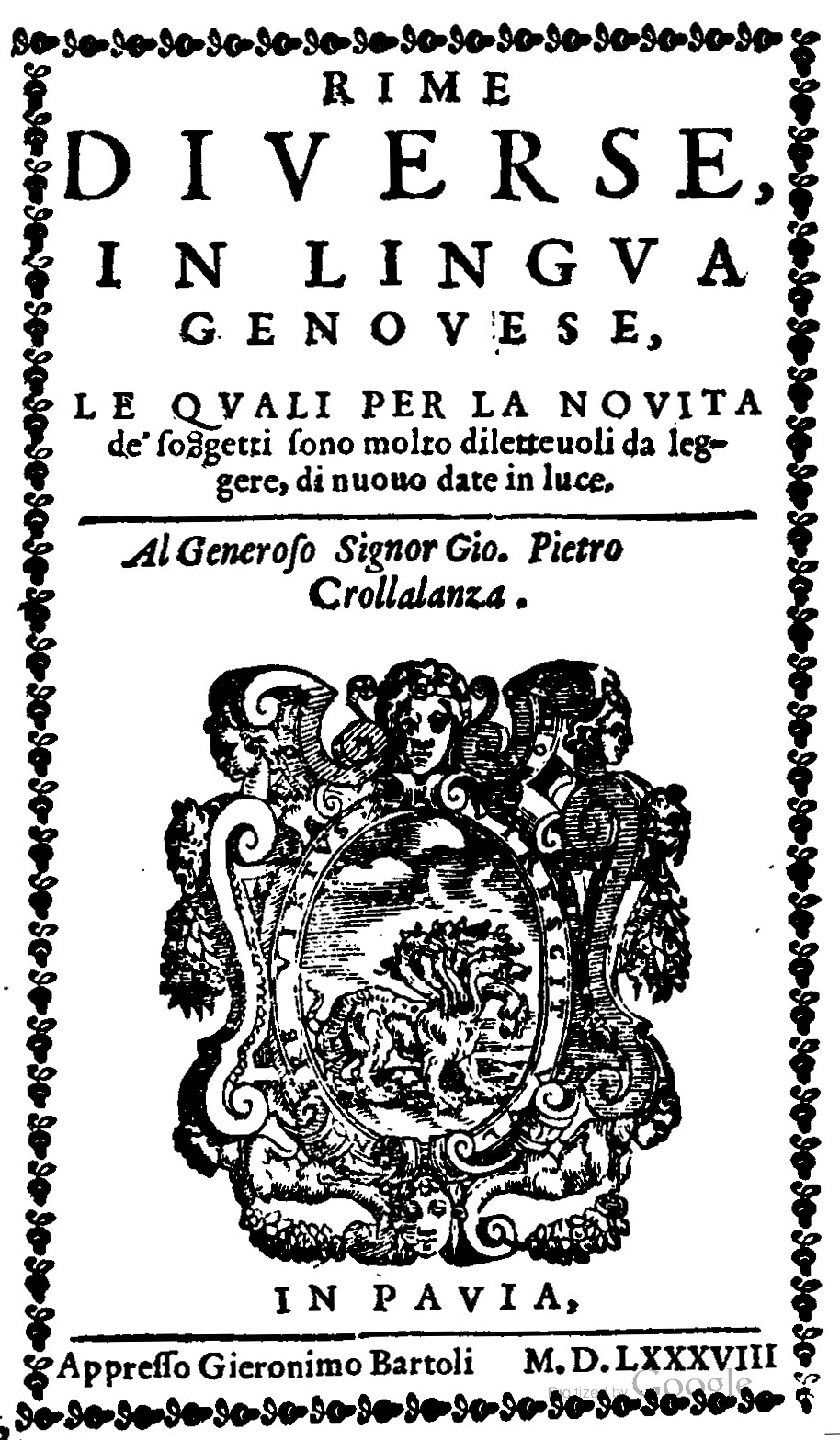
Frontespizio del "Rime diverse in lingua genovese".

Attivo nella vita politica della Repubblica, sia nelle vesti di senatore che di "Consule, e protettor in Liguria de' Lombardi, Svizzeri e Signori Grigioni", il Casero viene ricordato anche per la sua attività poetica, che secondo il giudizio di Cristoforo Zabata, fu paragonabile per qualità a quella del più noto Foglietta. Alcuni suoi componimenti furono raccolti nell'antologia, edita dallo Zabata, Rime diverse in lingua genovese. Fu tra gli autori che portarono in auge nella letteratura genovese il genere encomiastico, utilizzato soprattutto per i dogi neoeletti.
Ottenne anche una pensione dal re di Spagna.
Il Casero morì dopo il 1615.

## Opere
- Chiu luxente gioia e ra chiu finna
- Quarche gran maravegia
- Ottave a Margherita
- Canzone